# Patrick Leigh Fermor

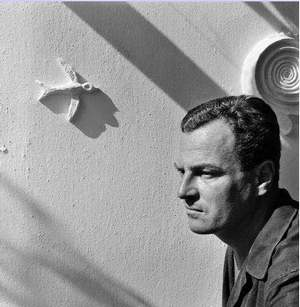
Patrick Leigh Fermor

Sir Patrick Leigh Fermor DSO, OBE (* 11. Februar 1915 in London; † 10. Juni 2011 in Worcestershire) war ein britischer Schriftsteller und SOE-Agent. 1944 war er eine der Schlüsselfiguren bei der Entführung des deutschen Befehlshabers auf Kreta, Heinrich Kreipe.

## Leben
Patrick Leigh Fermors Vater, der später geadelte Lewis Leigh Fermor, war Geologe und ging 1918 mit seiner Familie beruflich nach Indien, indes Patrick zunächst bei einer Pflegefamilie in England zurückblieb. Mit achtzehn Jahren war Fermor von zahlreichen Schulen, darunter der King’s School in Canterbury, verwiesen worden, und er beschloss im Dezember 1933, zu einer Wanderung nach Konstantinopel aufzubrechen. Sein Hauptwerk erzählt von dieser Wanderung in zwei Bänden: Die Zeit der Gaben und Zwischen Wäldern und Wasser. Fermor schrieb diese beiden Bücher erst lange nach der Reise: Teil 1 erschien 1977, Teil 2 1986. Im Jahre 2006 wurde bekannt, dass Fermor, der bisher alles handschriftlich geschrieben hatte, nun mit über 90 Jahren Maschine schreiben gelernt habe, um Teil 3 seines Reiseberichts auf der Maschine zu schreiben. 1937 kehrte er für eine Zeit mit seiner ersten Lebensgefährtin, einer rumänischen Adligen, nach London zurück, hielt sich dann aber in Paris und in Rumänien auf.
Während des Zweiten Weltkriegs stand Fermor im Dienst der Special Operations Executive. Die SOE setzte Major Fermor unter anderem im besetzten Kreta ein. Dort lebte Fermor im Untergrund, organisierte den Widerstand gegen die deutschen Besatzer und entführte schließlich zusammen mit seinem Offizierkameraden William Stanley Moss den deutschen Generalmajor und Befehlshaber der deutschen Besatzungstruppen auf Kreta Heinrich Kreipe. Er wurde dafür mit zwei Orden ausgezeichnet und zum Ehrenbürger von Iraklio ernannt. Diese Begebenheit wurde 1957 von Michael Powell mit Dirk Bogarde in der Rolle Fermors unter dem Titel Ill Met by Moonlight verfilmt. Der Schriftsteller Klaus Modick fügte die Entführung Kreipes in die Handlung seines 2005 erschienenen Romans Der kretische Gast ein, der vom kretischen Widerstand gegen die deutsche Besatzungsmacht handelt.
Nach dem Krieg bereiste Patrick Leigh Fermor die Karibik, wo sein Buch The Traveller’s Tree und sein einziger, 1953 erschienener Roman Die Violinen von Saint-Jacques entstanden. In den 1960er Jahren ließ er sich gemeinsam mit seiner Frau, der Fotografin Joan Monsell (1912–2003), in Kardamili (Halbinsel Mani) auf der Peloponnes nieder, wo sie in einem von ihm entworfenen Haus an der Kalamitsi-Bucht lebten. Beide waren kinderlos.

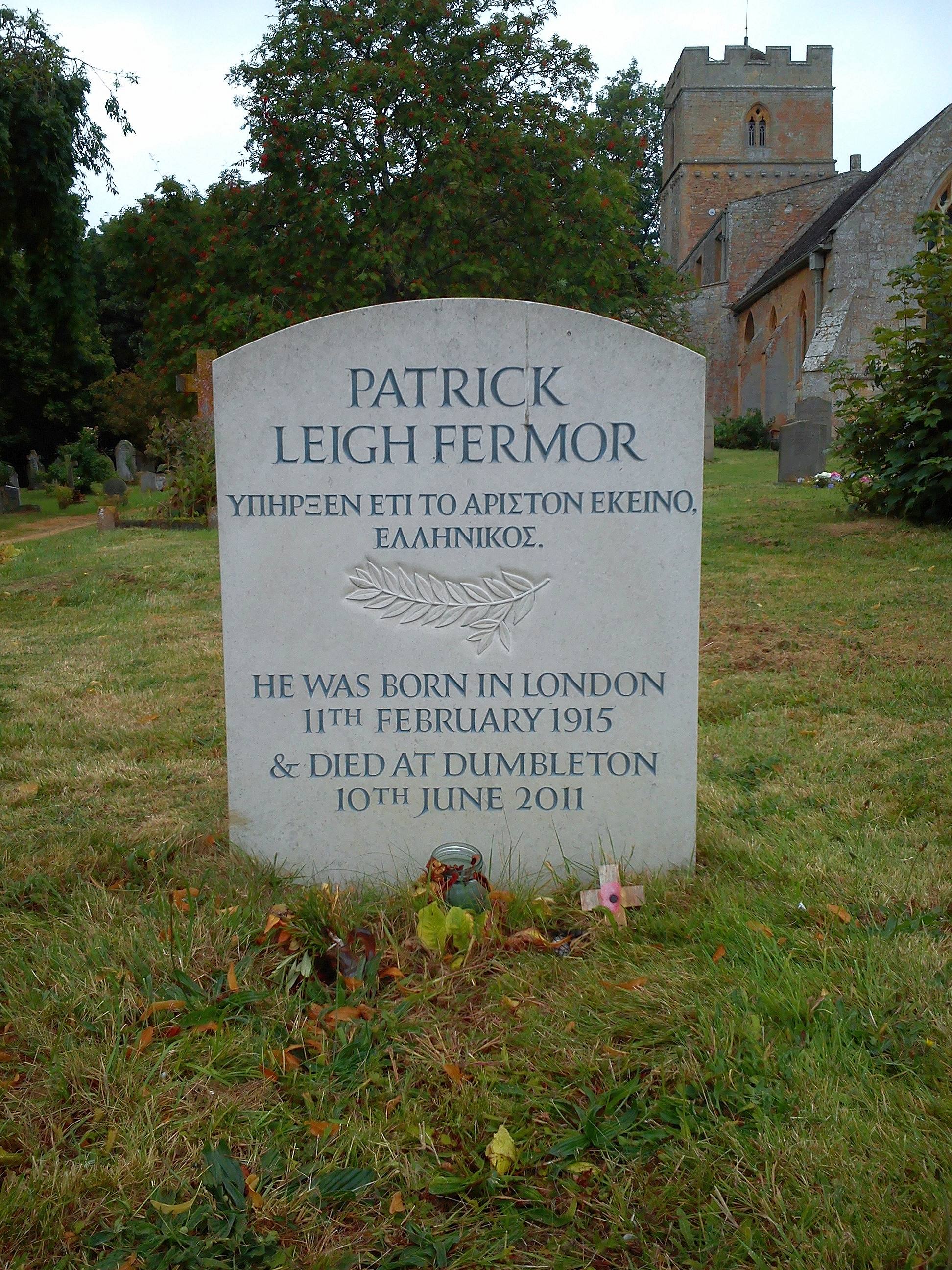
Dumbleton, Grab Sir Patrick Leigh Fermors

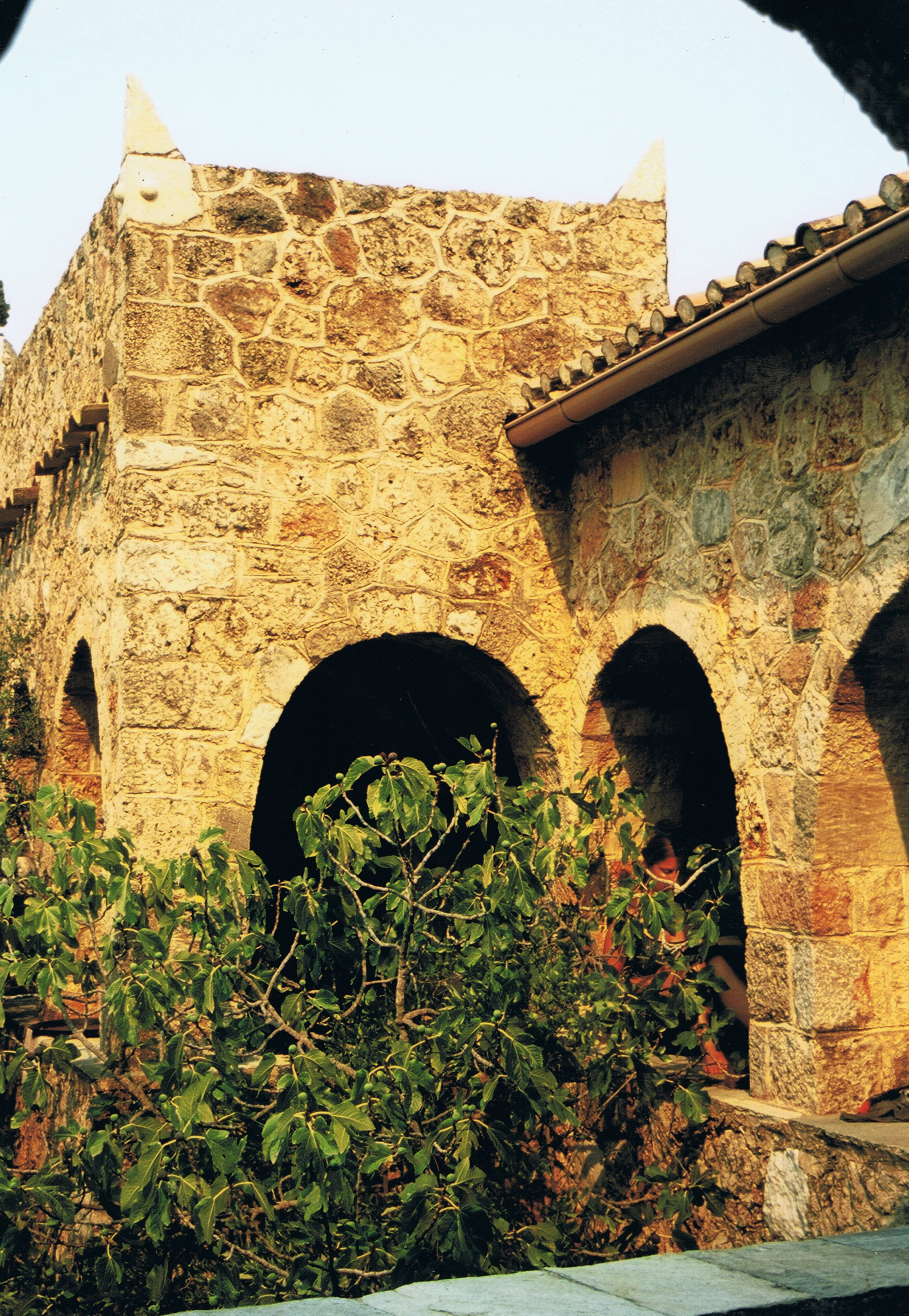
Fermors Villa auf Kalamitsi, Kardamyli

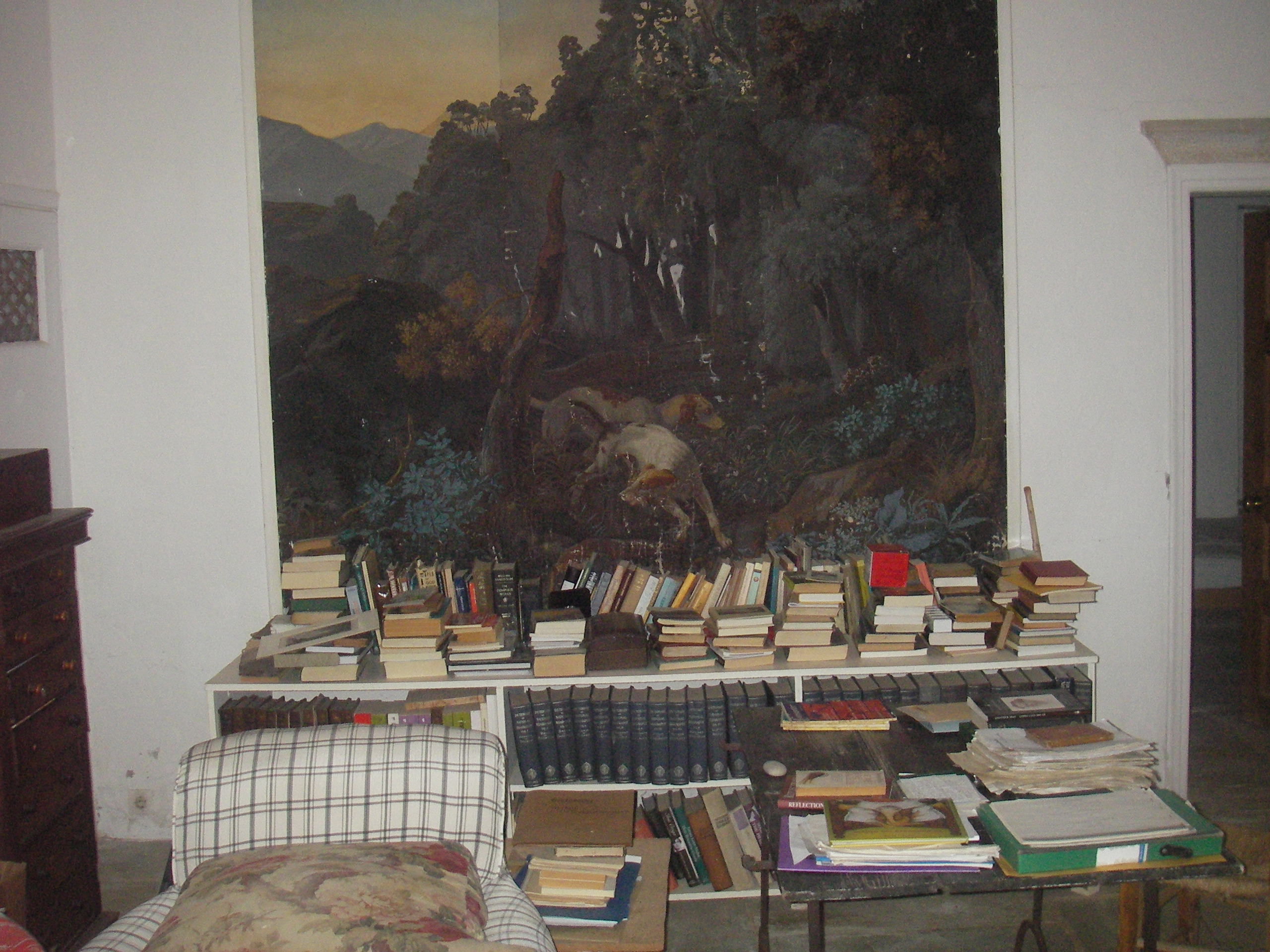
Fermors Büro

## Würdigung und Auszeichnungen
Fermor gilt als einer der großen Stilisten englischer Sprache. Er gehörte zu den zehn „Companions of Literature“, die die Royal Society auf Lebenszeit ernennt und denen auch die Literaturnobelpreisträger V. S. Naipaul und Seamus Heaney angehörten.
Er war ab 1943 Offizier des Order of the British Empire (OBE) und ab 1944 Companion des Distinguished Service Order (DSO)
Er war ferner Ehrenbürger von Iraklio, Kardamyli und Gythio. Im Jahr 2004 wurde er in den britischen Adelsstand erhoben. 2007 erhielt Fermor den griechischen Phönix-Orden.

## Nachwirken
Patrick Leigh Fermor wurde zum Vorbild für den Auslandsjournalisten Michael Obert, der auf einer Südamerika-Reise zwei Bücher von Fermor erhielt. „Diese beiden Bücher haben alles verändert. Sie haben mich nicht mehr losgelassen. [...] Seine Bücher habe ich [...] aus Südamerika nach Hause geschickt. Das hat mich wahrscheinlich ein Wochenbudget gekostet. Danach habe ich Fermor immer mit mir herumgetragen.“
Auf Deutsch erscheinen Fermors Werke im Zürcher Dörlemann Verlag.

## Schriften (Auswahl)
- Die Violinen von Saint-Jacques. Deutsch von Manfred Allié. Dörlemann Verlag, Zürich 2004. ISBN 3-908777-08-9
- Die Zeit der Gaben – Zu Fuß nach Konstantinopel: Von Hoek van Holland an die Donau. Der Reise erster Teil. Deutsch von Manfred Allié, Dörlemann Verlag, Zürich 2011. ISBN 978-3-908777-71-7
- Zwischen Wäldern und Wasser – Zu Fuß nach Konstantinopel: Von der mittleren Donau zum Eisernen Tor. Der Reise zweiter Teil. Deutsch von Manfred und Gabriele Allié. Dörlemann Verlag, Zürich 2006. ISBN 3-908777-18-6
- Drei Briefe aus den Anden. Deutsch von Manfred Allié. Dörlemann Verlag, Zürich 2007. ISBN 978-3-908777-29-8
- Die Zeit der Gaben / Zwischen Wäldern und Wasser. Der Reise erster und zweiter Teil sowie eine Episode aus dem dritten Teil Eine Höhle am Schwarzen Meer. Deutsch von Manfred und Gabriele Allié. Dörlemann Verlag, Zürich 2009. ISBN 978-3-908777-49-6
- Die unterbrochene Reise. Vom Eisernen Tor zum Berg Athos. Der Reise dritter Teil, herausgegeben von Colin Thubron und Artemis Cooper, aus dem Englischen von Manfred Allié und Gabriele Kempf-Allié (Originaltitel The Broken Road), Dörlemann Verlag, Zürich 2013, ISBN 978-3-908777-95-3.[9]
- Der Baum des Reisenden. Eine Fahrt durch die Karibik. Deutsch von Manfred Allié und Gabriele Kempf-Allié. Dörlemann Verlag, Zürich 2009. ISBN 978-3-908777-45-8
- Mani. Reisen auf der südlichen Peloponnes. Deutsch von Manfred Allié und Gabriele Kempf-Allié, Dörlemann Verlag, Zürich 2011. ISBN 978-3-908777-73-1
- Rumeli. Reisen im Norden Griechenlands. Deutsch von Manfred und Gabriele Allié, Dörlemann Verlag, Zürich 2012. ISBN 978-3-908777-72-4
- Rumänien – Reisen in einem Land, ehe die Finsternis hereinbrach.[10]
- Abducting A General – The Kreipe Operation and SOE in Crete. London: John Murray, 2014
  - Die Entführung des Generals. Deutsch von Manfred Allié und Gabriele Kempf-Allié. Dörlemann, Zürich 2015
- Flugs in die Post! Ein abenteuerliches Leben in Briefen. Herausgegeben von Adam Sisman (Originaltitel Dashing for the Post: the letters of Patrick Leigh Fermor). Deutsch von Manfred Allié und Gabriele Kempf-Allié. Dörlemann Verlag, Zürich 2020. ISBN 978-3-03820-071-0
- Eine Zeit der Stille. Zu Gast in Klöstern. Deutsch von Dirk van Gunsteren. Dörlemann Verlag, Zürich 2022. ISBN 978-3-03820-103-8